# Herman Koppeschaar
Herman Koppeschaar (Leiden, 23 november 1866 – Wassenaar, 11 maart 1932) was een Nederlands militair arts die bekendheid verwierf door zijn werk als oorlogschirurg in Montenegro tijdens de Balkanoorlogen en als leider der Montenegrijnsche Ambulance.

## Loopbaan

### Vroege loopbaan

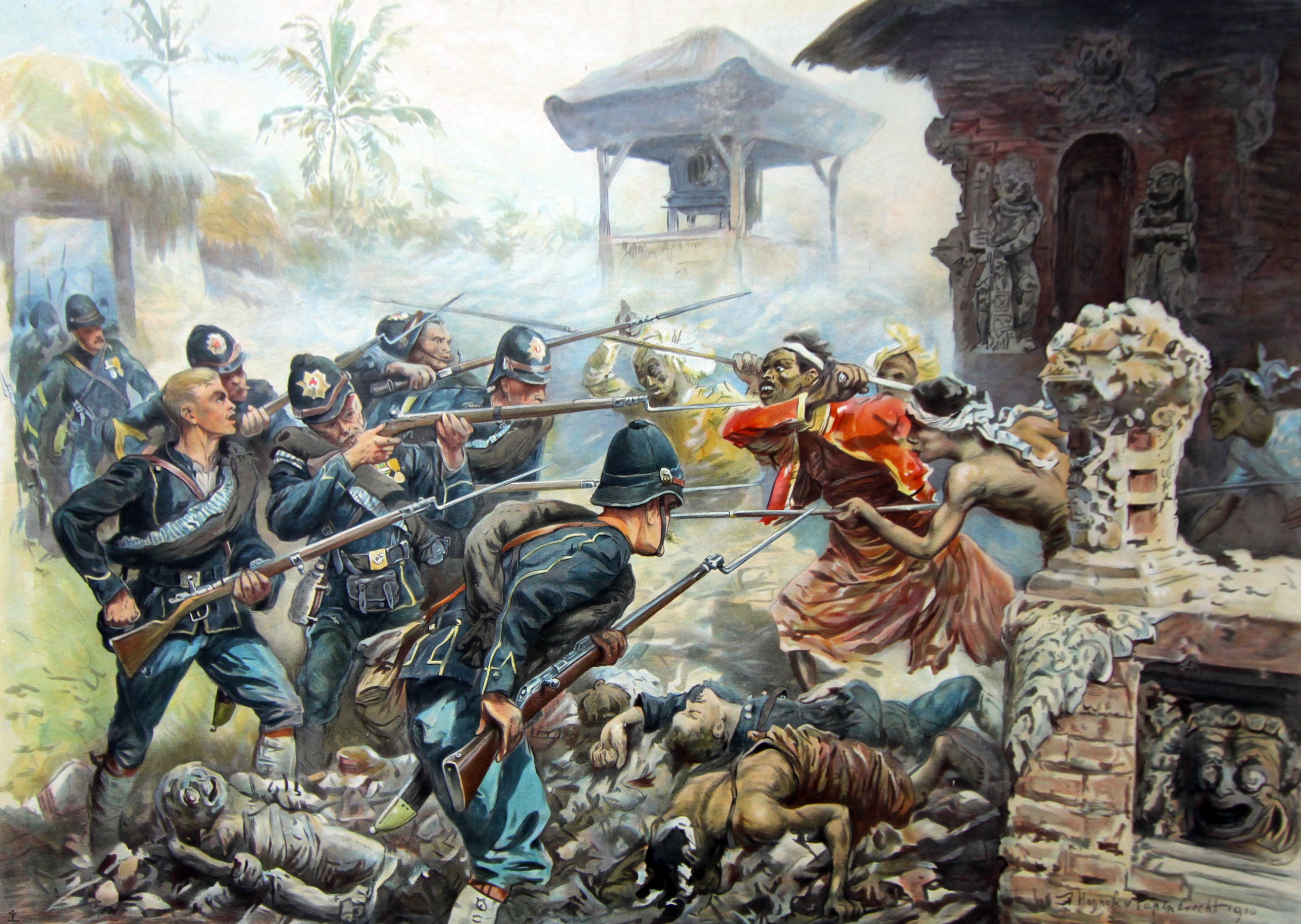
Koppeschaar nam deel aan de Lombok-expeditie

Koppeschaar bezocht in Den Haag de school tot Nut van het Algemeen, en vervolgens de HBS. In 1884 begon hij in Leiden de artsopleiding die hij op 29 mei 1891 succesvol afrondde met het artsexamen, waarop hij benoemd werd tot officier van gezondheid der derde klasse. Hij verplichtte zich in oktober 1890 tegenover de staat om na zijn promotie tot arts het gouvernement in Indië te dienen als officier van gezondheid. In juni 1891 werd hij benoemd tot officier van gezondheid der tweede klasse bij het personeel van de geneeskundige dienst van het Indische leger. Hij verzocht om in de maand januari 1892 met een stoomschip van de Rotterdamse Lloyd naar Batavia te mogen vertrekken en reisde uiteindelijk, samen met onder meer kapitein-luitenant-ter-zee L. Backer Overbeek, per stoomschip Ardjoeno, commandant H. le. Clercq naar Indië af. Aldaar werd hij geplaatst bij de gewestelijke en plaatselijke geneeskundige dienst in de derde militaire afdeling op Java, hospitaal te Soerabaja, en in oktober 1892 overgeplaatst naar het hospitaal te Malang.
In april 1893 kreeg Koppeschaar een maand verlof naar Tosari, Pasaroean, wegens ziekte en in 1894 nam hij bij de geneeskundige dienst deel aan de expeditie naar Lombok. Hij stond er indertijd bekend om zijn humaniteit en op zijn initiatief werd tabak ook aan kettinggangers (misdadigers die aan de ketting gelegd waren) verschaft. In maart 1895 werd hij van Malang overgeplaatst naar Ternate en in september 1896 overgeplaatst naar Atjeh en Onderhorigheden. Aldaar werd hij in juni 1897 overgeplaatst van Kota Radja naar Meulaboeh en in oktober 1898 bij de gewestelijke en plaatselijke geneeskundige dienst in de tweede militaire afdeling van Java te Magelang overgeplaatst. Het jaar daarop vroeg en verkreeg hij eervol ontslag uit de militaire dienst met het verlof om de activiteitsuniform, die was verbonden aan de door hem bij het leger bekleedde rang, te blijven dragen. Hij werd vervolgens belast met de waarneming der civiele geneeskundige dienst en het opzicht over de vaccinatie in de residentie Pekalongan. Koppeschaar werd bevorderd tot officier van gezondheid der eerste klasse en kreeg wegens langdurig verblijf in de Indische gewesten toestemming om te repatriëren. Op 6, 7 en 8 april 1904 werd een suikercongres gehouden, waar Koppeschaar sprak over fabriekshygiëne en de hygiënische eisen die gesteld werden aan woonhuizen. Hij stichtte te Pekalongan, op verzoek van de suikerrietfabrikanten de eerste kliniek voor de inheemse bevolking.

### Balkanoorlogen

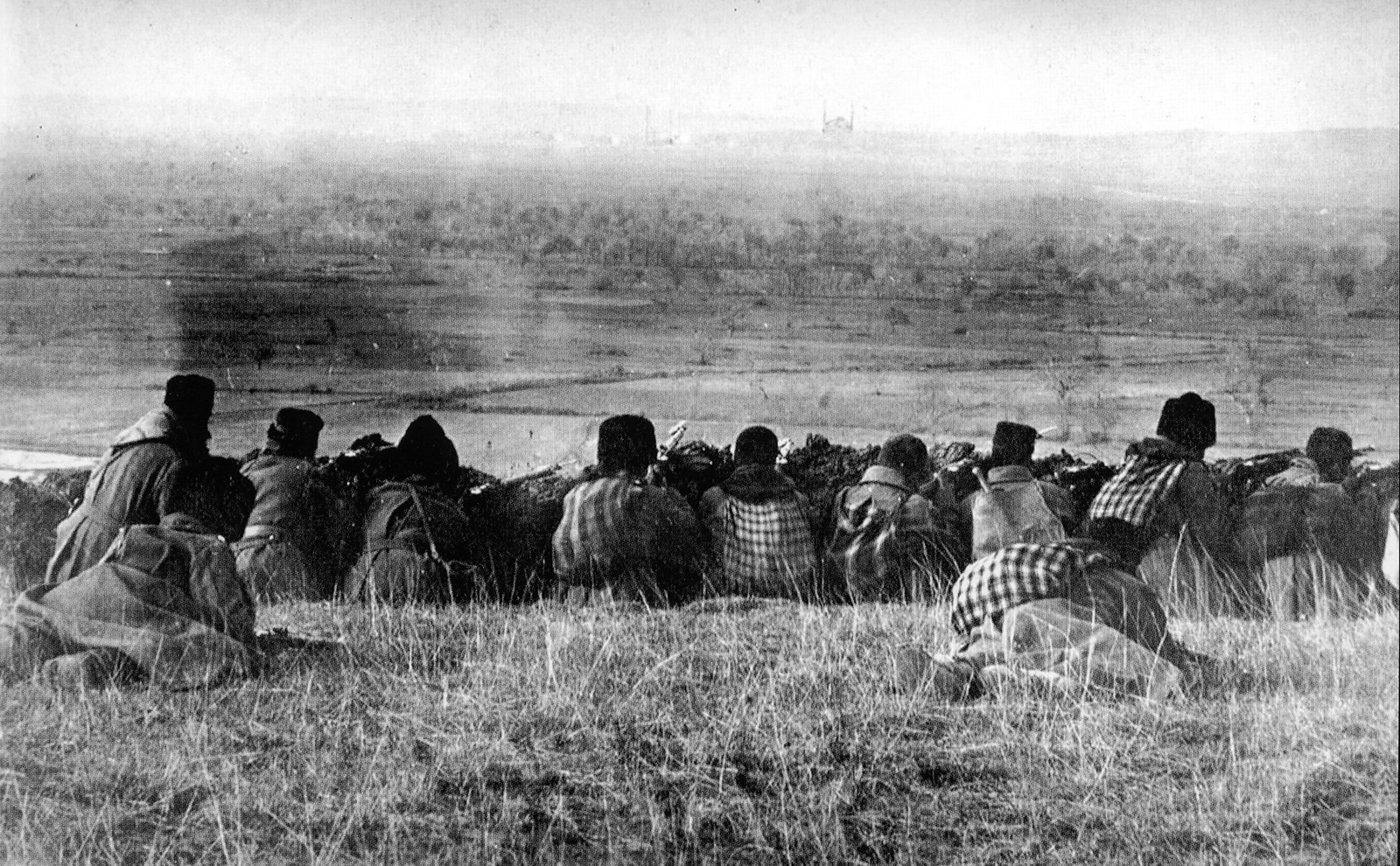
Koppeschaar was met zijn ambulance aanwezig bij de Balkanoorlogen

Het "comité Ambulance Montenegro" had als secretaris J.P. Nord Thomson, de consul-generaal van Perzië te Amsterdam. De zending bestond uit een wagon verbandmiddelen; de goederenwagen was van de Servische spoorwegmaatschappij. De wagon was beplakt met biljetten 'Croix Rouge Néerlandaise, Montenegro'.
Koppeschaar werd als leider uitgezonden door het Nederlandse Rode Kruis. Hij vertrok met de ambulance uit Amsterdam. De zending werd in de vroege morgen van 30 november 1912 uitgeleide gedaan op het Weesperpoortstation. De goederen in de trein werden in de Italiaanse havenstad Bari uitgeladen en per schip naar de Montenegrijnse haven Bar uitgeladen. Bij  aankomst te Cetinje werd Koppeschaar direct dringend door de heer Zergović, bestuurder van het Rode Kruis, aangezocht om de chirurgische dienst in het hospitaal aldaar over te nemen, nu de Oostenrijkse artsen vertrokken waren. Hij had zo direct al vijftig gewonden te behandelen. Verder maakte hij zich, als leider van de ambulance, verdienstelijk door een belangrijk aantal simulanten te ontmaskeren en weer naar het fort te doen zenden. Koppeschaar werkte voornamelijk in het hospitaal van Cetinje en reisde regelmatig naar de veel kleinere klinieken in Podgorica en Rijeka Crnejovica die dichter bij het front lagen. Hij verleende ook regelmatig steun aan het veldhospitaal van de Zwitserse Ambulance o.l.v. dr. Von Peyer in Groeda in Albanië, waar 23.000 Montenegrijnen gelegerd waren. In Groeda werkte de Nederlandse oorlogsverslaggever Jan Fabius (1888-1964) als assistent-verpleger, die in zijn boek Met Bulgaren en Montenegrijnen uitgebreid de drukke werkzaamheden van de beide ambulances beschreef. Op het Montenegrijnse slagveld werd gebruik gemaakt van een Nederlandse uitvinding, een speciale rader-brancard, waardoor het gewondentransport veel sneller en efficiënter kon verlopen. In februari 1913 kwamen er duizenden gewonden zodat Koppeschaar assistentie vroeg en kreeg van drie Nederlandse artsen, dr. Oljenick, dr. Oosterhuis en zijn echtgenote dr. Koppeschaar-Van der Ven Sauveur. Koppeschaar en zijn medische team vertrokken eind april 1913 terug naar Nederland. De contacten met het Montenegrijnse koningshuis waren zeer goed. Twee dochters van koning Nikola, de prinsessen Xenia en Ana, werkten mee in de hospitalen. Koning Nikola,  benoemde Koppeschaar tot commandeur in de Orde van Danilo en daarnaast werd hij benoemd tot officier in de Orde van Oranje-Nassau. Zijn echtgenote kreeg bij Koninklijk Besluit van 5 augustus 1913 toestemming tot het aannemen en dragen van de gouden medaille van verdienste, haar door de koning van Montenegro geschonken. In totaal had Koppeschaar vijf maanden op het oorlogsterrein doorgebracht.

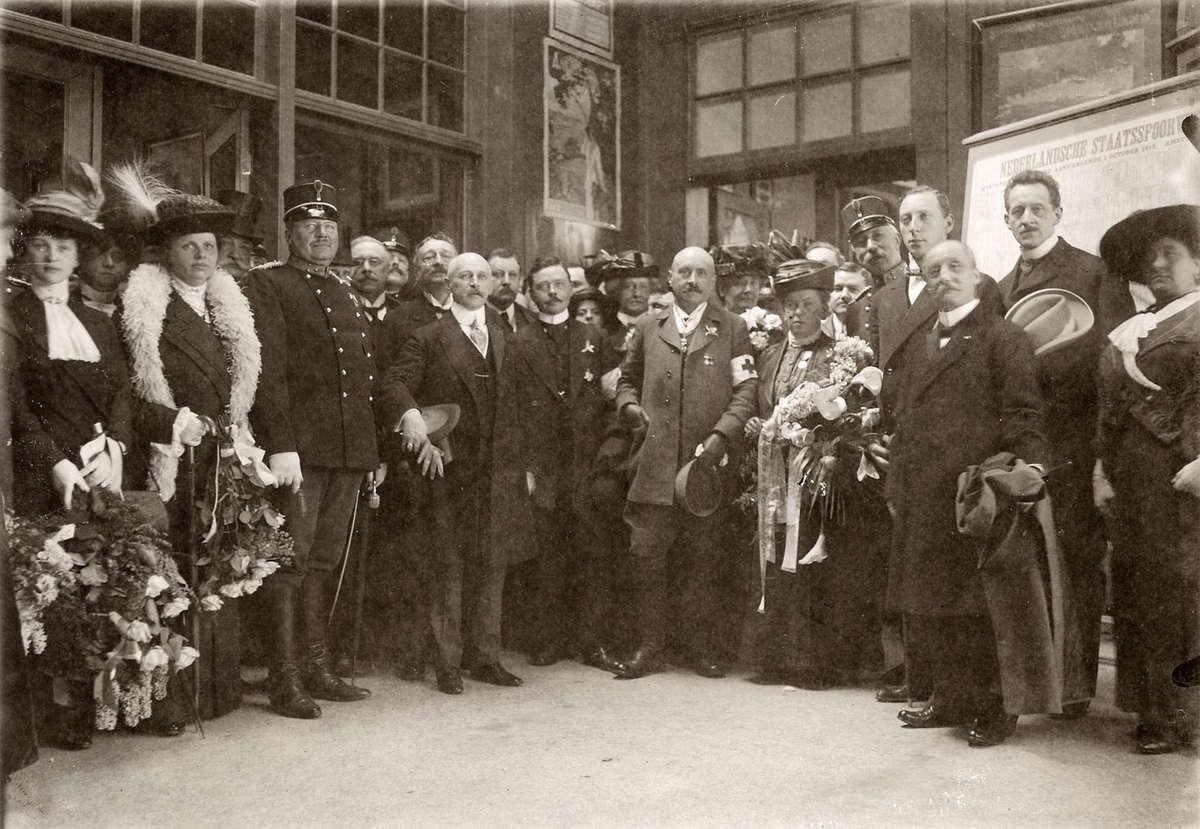
Terugkeer van de Montenegro-ambulance van dr. Koppeschaar. Amsterdam Weesperpoortstation, 26 april 1913.

Toen hij met zijn ploeg in april 1913 op het Weesperpoortstation terugkeerde werd hij opgewacht door een grote delegatie; generaal-majoor A.N.J. Fabius, commandant van de Stelling van Amsterdam, was verhinderd, maar zijn echtgenote was er wel. Fabius werd vertegenwoordigd door kolonel M.W. de Vries, commandant van de VIIde infanteriebrigade en er waren nog vele andere hoge militairen en burgers aanwezig om de delegatie te verwelkomen. Toen het echtpaar Koppeschaar de trein uitstapte speelde de muziek van het zevende regiment infanterie, op het eerste perron opgesteld, het Wilhelmus. Na een grootscheepse geldinzameling kon het Rode Kruis in 1914 beschikken over 5 ambulances, waarover Koppeschaar de leiding kreeg. De Nationale Vereniging tot steun aan Miliciëns kende een steuncomité, het Provinciaal Comité voor Noord-Holland, waarvan Koppeschaar in 1915 lid was. Servië engageerde in 1919 voor zijn civiel-medische dienst Nederlandse artsen en verpleegkundigen; dat gebeurde mede door tussenkomst van Koppeschaar, die toen adviseur van de Servische legatie in Den Haag was. Eerder had Koppeschaar in Nederland het herstellingsoord Huize Tjemara laten bouwen, later Zonnegloren genoemd. Tijdens de Eerste Wereldoorlog oefende hij praktijk uit te Hilversum en sinds 1919 te Wassenaar. Hij publiceerde een artikel over fabriekshygiëne en schreef Een en ander over Montenegro en Servië in 1914. Hij overleed op 65-jarige leeftijd te Wassenaar; de crematie vond te Westerveld plaats.

## Onderscheidingen
- Officier in de Orde van Oranje-Nassau
- Lombokkruis
- Ereteken voor Belangrijke Krijgsbedrijven "Atjeh 1873-1896"
- Officier van de Instruction Publique (Frankrijk)
- Commandeur in de Orde van Danilo (Montenegro)
- Orde van het Rode Kruis (Servië)
- Rode Kruis Medaille van Verdienste (Servië)